# Queda de Zinjibar e Jaar (2015)
Queda de Zinjibar e Jaar ocorreu no início de dezembro de 2015 quando duas cidades iemenitas, Zinjibar (a capital da província de Abyan) e Jaar (uma cidade a poucos quilômetros ao norte), foram capturadas pelo grupo jiadista Alcaida na Península Arábica (AQAP). Zinjibar seria retomada pelas forças pró-governo em 14 de agosto de 2016. Esta foi a segunda captura e ocupação de Zinjibar durante a insurgência jiadista no Iêmen. A cidade foi anteriormente tomada pela AQAP em maio de 2011 e ocupada até o verão de 2012.
Zinjibar fica perto do porto de Adém, e do estreito de Babelmândebe, e entre Adém e (o que era) o reduto de Mucala da AQAP. A conquista das duas cidades pela Alcaida foi considerada por alguns como uma demonstração de seu interesse em tomar territórios e não apenas "realizar ataques espetaculares contra alvos ocidentais".

## Importância
Zinjibar encontra-se no Golfo de Adém, a cerca de 54 km da segunda maior cidade do Iêmen, Adém, a leste do "estratégico" estreito de Babelmândebe (cerca de três milhões de barris de petróleo passam pelo estreito diariamente). O controle de Jaar também tornaria mais fácil para a AQAP trazer suprimentos do seu (antigo) reduto de Mucala, na província de Hadramaute, para atacar Adém.

## Antecedentes
Em 2011, o movimento de protesto "Revolução Iemenita" visando acabar com os 33 anos do governo de Ali Abdullah Saleh criou um "vácuo de poder" em partes do Iêmen. Os combatentes da Alcaida na Península Arábica ocupariam várias cidades em Abiane - incluindo a cidade de Jaar em março de 2011 e Zinjibar em maio. Mais tarde, eles capturaram um estádio de futebol nos arredores de Zinjibar que usaram como "uma base militar improvisada".
Zinjibar esteve sob o controle da AQAP de maio de 2011 até o verão de 2012, quando foram expulsos com a ajuda de ataques aéreos estadunidenses.
Posteriormente, os rebeldes houthis assumiriam o controle de Zinjibar, mas em agosto de 2015, combatentes leais ao presidente Hadi, com a ajuda dos ataques aéreos sauditas, expulsaram os houthis.
A preocupação do governo iemenita com a guerra contra os rebeldes houthis impediu que enviasse reforços de Adém para ajudar os combatentes leais ao governo em Abiane.

## Batalha
No início de outubro de 2015, os combatentes da AQAP teriam capturado alguns edifícios governamentais em Zinjibar, expulsando as tropas do governo e estabelecendo tribunais da sharia. Usando esses redutos os combatentes da Alcaida invadiram Jaar e o restante de Zinjibar durante a madrugada de 1 de dezembro de 2015. As cidades foram capturadas de forma imediata com relativamente poucos combates, apesar dos reforços locais dos comandantes e tropas leais ao governo iemenita. Em 2 de dezembro, a AQAP retirou-se de Jaar depois que uma incursão que deixou mais de quinze partidários de Hadi e o comandante lealista, Ali al-Sayed, mortos. No entanto, retornariam na manhã seguinte.